# Bankhaus Spängler

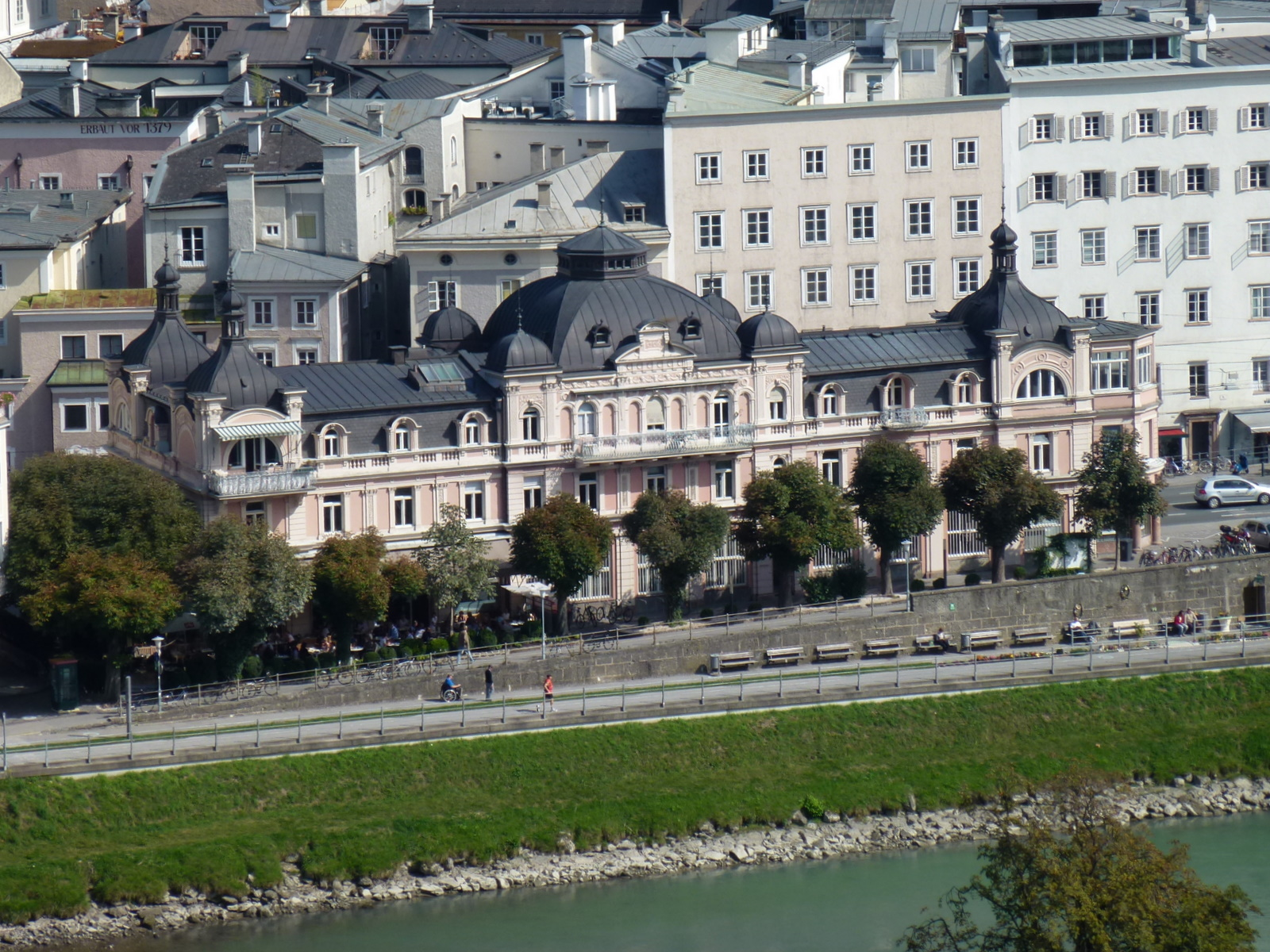
Bankhaus Spängler

O Bankhaus Spängler ou o Bankhaus Carl Spängler & Co. AG é o banco privado mais antigo da Áustria, fundado na capital do estado de Salzburgo em 1828.

## Ramos
Além da sede em Schwarzstraße 1, o banco opera atualmente (2018) outra agência na cidade de Salzburgo e duas em Pinzgau. Fora de Salzburgo, a empresa opera operações em filiais em Viena, Linz, Graz, Kitzbühel, com o último localizado em Linz na Schmidtberger House listada, que o banco adquiriu e renovou em 1999.

## História
A casa bancária foi fundada por Johann Alois Duregger, que solicitou a autorização da banca comercial em 1828. Em 1854, Carl Spangler ingressou na empresa e um ano depois se casou com a filha de Duregger. A família Spängler administra o banco há sete gerações desde 1855.